# Matthew Town
Matthew Town – miasto na Bahamach, na wyspie Wielka Inagua. Według danych szacunkowych na rok 2008 liczy 439 mieszkańców. Ośrodek turystyczny. Miasteczko jest siedzibą głównego zakładu firmy Morton Salt Company, produkującego 500 ton soli morskiej rocznie, drugiego co do wielkości produkcji w Ameryce Północnej i największego zakładu przemysłowego na wyspie. Osiemnaste co do wielkości miasto kraju. Znajduje się tu port lotniczy Inagua.